# Françoise Seigner
Françoise Seigner (* 7. April 1928 in Paris; † 13. Oktober 2008 ebenda) war eine französische Schauspielerin.

## Leben
Seigner war die Tochter des Schauspielers Louis Seigner. Seit 1953 war sie Mitglied des Pariser Nationaltheaters Comédie-Française und übernahm in den folgenden Jahrzehnten zahlreiche bedeutende Rollen an Pariser Bühnen. Im Jahr 1998 wurde sie als Auszeichnung ihres Lebenswerkes zum Ehrenmitglied der Comédie-Française ernannt.
International bekannt wurde Seigner 1970 durch ihr Kinodebüt als Haushälterin in dem Spielfilm Der Wolfsjunge von François Truffaut. Sie blieb jedoch vorrangig Bühnenschauspielerin und übernahm nur sporadisch Film- und Fernsehrollen. Sie hatte ihre bekanntesten Filmrollen neben Truffauts Werk als La Thénardier in Die Legion der Verdammten und als Richard Berrys Filmmutter in Der junge Ehemann. Zuletzt stand sie 2005 für eine Verfilmung von Agatha Christies Roman Lauter reizende alte Damen vor der Kamera.
Seigner erlag 2008 im Alter von 80 Jahren einem Krebsleiden. Sie war die Tante von Emmanuelle Seigner, Mathilde Seigner und Marie-Amélie Seigner.

## Filmografie (Auswahl)
- 1962: Surprise party chez Lulli (Fernsehfilm)
- 1968, 1970: Au théâtre ce soir (Fernsehserie, 2 Folgen)
- 1970: Der Wolfsjunge (L’enfant sauvage)
- 1975: Marie-Antoinette (Fernseh-Miniserie, 3 Folgen)
- 1982: Die Legion der Verdammten (Les misérables)
- 1983: Der junge Ehemann (Le jeune marié)
- 1990: Die Andere (La seconde, Fernsehfilm)
- 1992: Alexandra (Princesse Alexandra, Fernsehfilm)
- 2005: Mon petit doigt m’a dit...

## Auszeichnungen
- Chevalier der Ehrenlegion
- Officier des Ordre national du Mérite
- Officier des Ordre des Arts et des Lettres